# Relaciones Colombia-Perú
Las relaciones Colombia-Perú se refieren a las relaciones entre la República de Colombia y la República del Perú. Ambas naciones están ubicadas en la parte noroccidental de Sudamérica y comparten una frontera terrestre de 1 626 km. Colombia y Perú establecieron sus relaciones diplomáticas el 6 de junio de 1822. Ambos son miembros de la Alianza del Pacífico, Comunidad Andina y el Foro para el Progreso de América del Sur. Actualmente el gobierno colombiano reconoce a Pedro Castillo como Presidente de Perú, desconociendo así la sucesión presidencial de Dina Boluarte, motivo por el que el embajador peruano en Colombia fue llamado a consulta por su gobierno, como parte del  Conflicto diplomático por la destitución de Pedro Castillo.

## Historia

### Época Colonial
A partir del año 1700, inicia la colonización de Sudamérica, el Imperio Español había creado una serie de virreinatos a lo largo del continente americano y entre ellos, estaba el Virreinato de Nueva Granada y el Virreinato del Perú, estas entidades territoriales destinadas a organizar las colonias, a la vez existía la Real Audiencia de Quito, que era encargada de realizar funciones judiciales de la Gobernación de Quito, esta Real Audiencia fue creada en 1563 siendo parte del Virreinato del Perú, pero después de un tiempo se transfirió al Virreinato de Nueva Granada, con el paso de los años, dicha Real Audiencia fue pasando de un virreinato a otro, hasta 1739, año en el que finalmente se consolidó como parte de la Nueva Granada.
Durante la época colonial, no se tenía bien claro las limitaciones geográficas del Imperio Portugués y entre las colonias españolas dentro de la selva amazónica, la Real Audiencia de Quito ya parte del virreinato de Nueva Granada, alegaba la existencia de una Real Audiencia de 1740 decretada por el rey Felipe V de España, este documento que dictada los límites en la Amazonía entre el virreinato de Nueva Granada, el Virreinato del Perú y el Virreinato de Brasil, pero algunos historiadores afirman que dicha Real Cédula nunca existió y solo fue un invento de la Real Audiencia de Quito para obtener la soberanía de ciertos territorios.
En cambio, el Virreinato del Perú alegaba su control de estos territorios tras la Real Cédula de 1802 decretada por el rey Carlos IV de España. Esta Real Cédula de 1802 no fue muy conocida en el Virreinato de la Nueva Granada debido a las pobres comunicaciones que tenían las colonias entre sí y España.

### Guerra de Independencia
En 1809, Ecuador ganó la independencia y Colombia lo hizo en el año 1810. El 25 de junio de 1824, la Gran Colombia se anexiona Ecuador: en el momento de esta anexión, Ecuador todavía seguía reconociendo como parte de su territorio las provincias de Jaén, Tumbes y Maynas. Después de eso, el gobierno de la Gran Colombia apoyó militarmente al Perú en el logro de su independencia. En el año 1821, Perú ya es independiente del Imperio Español. En 1823, los gobiernos de Perú y de la Gran Colombia definieron sus fronteras con base en sus respectivos virreinatos, pero las relaciones entre ambos países empezarían a deteriorarse ante las disputas territoriales en las regiones amazónicas.
Perú quería obtener dichos territorios para la extracción de materiales básicos como la madera, el caucho y los alimentos. La república peruana daba como evidencia la carta a Villa de 1828, donde aclaraba la soberanía de las provincias de Jaén y Maynas. Estas disputas territoriales ocasionaron muchas tensiones y enfrentamientos que llevaron a que Perú le declarase la guerra a la Gran Colombia en 1932.

### Guerra colombo-peruana
El 24 de marzo de 1922 finaliza la guerra colombo-peruana con la firma del Tratado limítrofe Lozano – Salomón. Este tratado define la frontera entre ambas naciones, que va desde el río Güepí hasta la quebrada de San Antonio.
El 24 de mayo de 1934, se firma el Protocolo de Río de Janeiro, este protocolo establece un acuerdo entre los gobiernos de Colombia y Perú, que tiene como objetivo determinar las acciones de desmilitarización y la cooperación bilateral en las zonas fronterizas de la Amazonía dependiendo de las exigencias en cuestión de seguridad o desarrollo que presenten las dos naciones.

### Caso Haya de la Torre
En 1948, tras el estallido de la rebelión militar en Perú, se acusó a Víctor Raúl Haya de la Torre, líder del partido de Alianza Popular Revolucionaria Americana, como responsable de provocar dicha rebelión. Raúl Haya fue perseguido y se aisló en la Embajada de Colombia en Lima: allí solicitó un salvoconducto para salir del Perú como refugiado político pero este le fue negado por el Gobierno de Perú, que acusaba a Haya de la Torre de haber cometido delitos comunes.
Tras esta controversia los gobiernos de los dos países llevaron el caso a la Corte Internacional de Justicia, la cual rechazó la tesis emitida por el gobierno de Perú, que acusaba a Haya de la Torre de crímenes comunes de rebelión militar, ya que la Corte declaró que los actos de rebelión militar no son considerados crímenes comunes: la Corte también afirmó que el gobierno de Colombia no puede actuar de manera unilateral y rechazó las comisiones entregadas por el gobierno colombiano con respecto al asilo.
La conclusión que dictó el organismo internacional determinó que no entraba en sus funciones obligar a ninguno de los Estados a realizar acciones en este caso, por lo que la Corte no iba a obligar a emitir un salvoconducto al gobierno del Perú o forzar la entrega del acusado al gobierno de Colombia. Esta conclusión motivó que los gobiernos de los dos países no hicieran nada para solucionar esta controversia durante cierto tiempo y que el caso quedara en una especie de "limbo" o problema sin resolver, con el resultado de que Haya de la Torre estuvo viviendo en la embajada colombiana durante casi 5 años. El 6 de abril de 1954, el gobierno peruano permitió que Haya de la Torre saliese de la embajada.

### Historia reciente
El 15 de febrero de 1994, Colombia y Perú firmaron la Comisión de Vecindad e Integración Peruano-Colombiana, con el fin de crear programas o proyectos que ayuden a integrar estas dos naciones, incentivando el comercio y desarrollo fronterizo.
El 30 de septiembre de 2014, se estableció en Iquitos el primer gabinete binacional entre Colombia y Perú. Dicho gabinete tiene como objetivo implantar medidas con respecto al desarrollo sostenible y las políticas sociales, como lo son, la cooperación bilateral, la desigualdad, la integración económica, la igualdad de género y la pobreza que afecta a las poblaciones de Colombia y Perú.
El 30 de octubre de 2015, en la ciudad de Medellín, se realizó el segundo gabinete binacional entre los dos países, con el objetivo de plantear acciones o proyectos con respecto a las políticas ambientales, el desarrollo de telecomunicaciones, la formalización de la minería y el establecimiento de acuerdos mineros de búsqueda y extracción del gas natural que se encuentra en la frontera así como de la distribución de este recurso, a su vez, se establecen normas sobre el comercio adecuado y fiable de la madera tras el pacto de "Madera Legal", que busca formalizar los proveedores de la industria maderera de los dos países.
El 27 de enero de 2017,  tuvo lugar el tercer gabinete binancional en la ciudad de Arequipa, con el objetivo de fortalecer los acuerdos comerciales, el desarrollo económico, el turismo y fomentar la cooperación regional entre Perú y Colombia  que se comprometen a mantener la paz así como la estabilidad de sus territorios.
El 8 de agosto de 2017, en Perú, se forma el Grupo de Lima, entre unos de sus miembros se encuentra Colombia, dicho grupo tiene como objetivo buscar soluciones de manera pacífica tras la crisis institucional de Venezuela de marzo de ese mismo año.
El 27 de febrero de 2018, en Cartagena, se establece el cuarto gabinete binacional, que buscar reforzar la seguridad fronteriza, la defensa y la inmigración.  Dicho gabinete tiene como objetivo de plantear soluciones con respecto a las zonas fronterizas de Perú que se han visto afectadas por el narcotráfico en Colombia,  lo cual había complicado las relaciones entre los dos países desde un principio, en 1999, se estableció el Plan Colombia, dicho plan plantea estrategias antinarcóticas y la finalización del conflicto armado de Colombia, en 2003, tras la erradicación de cultivos de coca en el departamento de Putumayo, empezaron a aparecer muchos casos de cultivos ilícitos en las selvas del departamento Amazonas de Colombia y el departamento de Loreto de Perú.  Por ello, tanto los fuerzas militares de Colombia y Perú han realizado ciertas medidas y protocolos de defensa, eliminación de cultivos ilícitos así como el fortalecimiento de la fronteras.
En 27 de mayo de 2019, los gobiernos de Colombia y Perú, aprobaron una declaración conjunta que busca afrontar la minería ilegal y el narcotráfico en la frontera de estos dos países.
El 27 de agosto de 2019, en la ciudad de Pucallpa, se realizó el quinto gabinete, con base, a tratar los temas de la inmigración, la seguridad fronteriza y la protección del medio ambiente en el Amazonas, a través de varios proyectos bilaterales y mecanismos de coordinación intergubernamental.
En febrero de 2023, el Congreso peruano declaró persona “non-grata” al presidente de Colombia Gustavo Petro, tras las declaraciones echas por el presidente Gustavo Petro diciendo que la Policía Nacional del Perú marchaban como “nazis”.

El 29 de Marzo el Gobierno del Perú retiró de manera definitiva al embajador de Perú en Colombia tras las declaraciones “injerencistas” del presidente de Colombia Gustavo Petro.
En julio de 2024, Diego Felipe Cadena, director de Soberanía Territorial de la Cancillería de Colombia, señaló que la isla de Santa Rosa «no está definida en los gobiernos de Colombia y Perú» y que Perú la ocupa «irregularmente». El 10 de julio de 2024, el Perú envió una nota de protesta al encargado de negocios de Colombia luego de las declaraciones del funcionario. El 12 de julio de 2024, la Cancillería de Colombia informó que el asunto «solo concierne al más alto nivel de las cancillerías de ambos países».

## Visitas de alto nivel
Visitas presidenciales de Colombia a Perú
- Presidente Gustavo Petro (2022)[33]

Visitas presidenciales del Perú a Colombia
- Presidente Pedro Castillo (13 y 26 de enero de 2022)[34][35]

## Medio Ambiente
En septiembre de 2019, tras los Incendios de la selva amazónica, los gobiernos de Brasil, Bolivia, Colombia, Ecuador, Guyana, Perú y Surinam firmaron el Pacto de Leticia, que tiene como objetivo, preservar y fomentar el desarrollo sostenible de la selva amazónica.

## Comercio
En 1992, Colombia y Perú empezaron a integrar sus economías tras la firma de un acuerdo comercial que facilitaría el comercio a través de la reducción de aranceles a productos alimenticios, industriales y químicos.
Perú y Colombia conforman la Zona Andina de Libre Comercio de la Comunidad Andina, a partir de 1997, Perú gradualmente se empezó a integrarse a la Comunidad Andina y en 2005, se integró completamente. A partir de 2006, las exportaciones e importaciones entre Colombia y Perú aumentaron significativamente.
A la vez, Colombia y Perú hacen parte de la Zona de libre comercio de la Alianza del Pacífico desde el 1 de mayo de 2016.

## Migración
Colombia representa el 0,4% de la emigración internacional de peruanos al 2013. Asimismo, los colombianos representa el 3.6% de los inmigrantes en el Perú entre 1994 – 2012.  Los colombianos son la segunda comunidad extrajera con 3,3% (44 mil 250) de los residen extranjeros en el Perú.

## Misiones diplomáticas

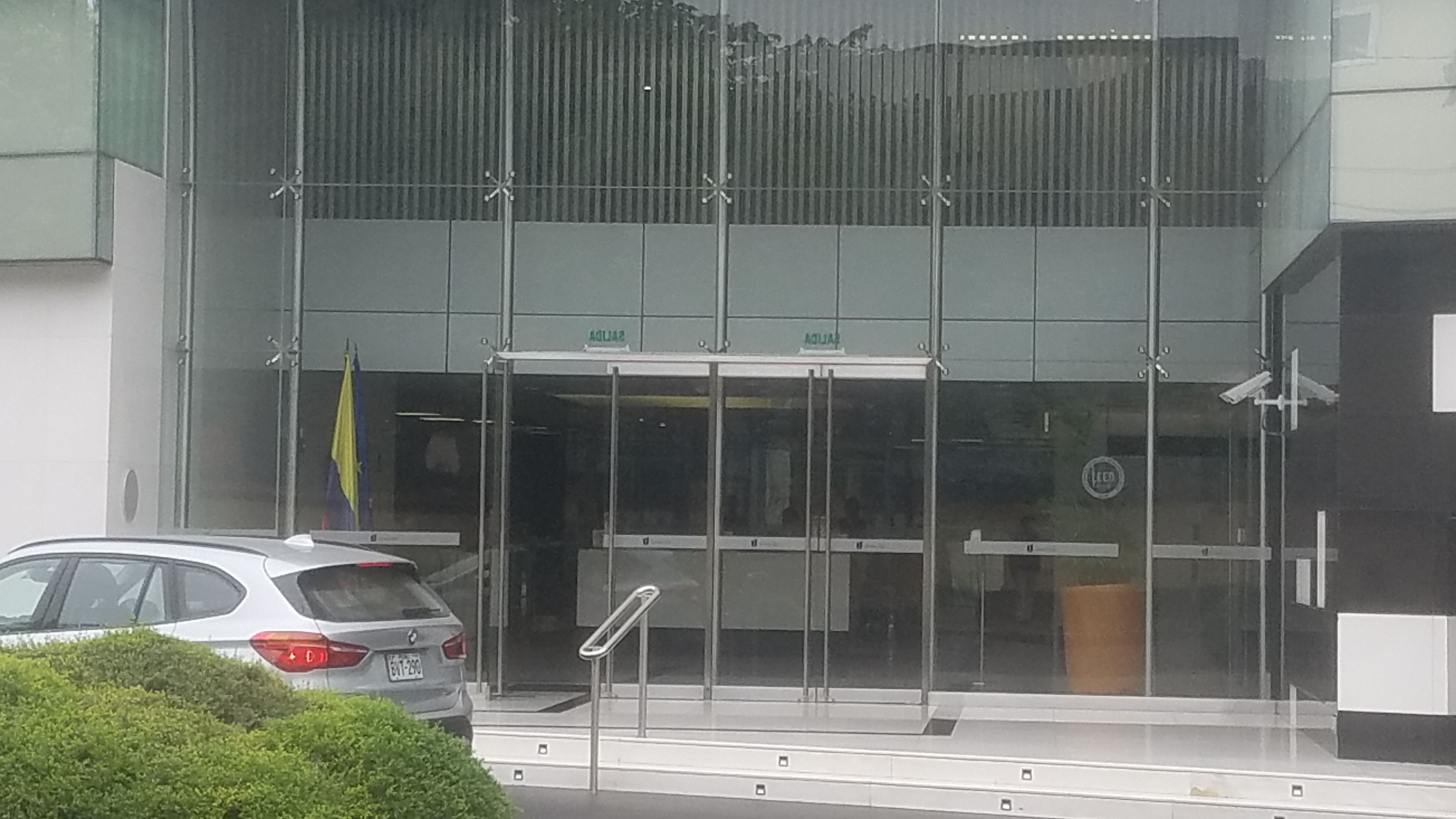
Embajada de Colombia en Lima

- Colombia tiene una embajada en Lima y un consulado en Iquitos.
- Perú tiene una embajada en Bogotá y consulados-generales en Leticia y Medellín.